# Laurie Hughes
Lawrence "Laurie" Hughes (2. marts 1924 - 9. september 2011) var en engelsk fodboldspiller (forsvarer).
Hughes spillede hele sin aktive karriere, fra 1943 til 1960, hos Liverpool F.C. i sin fødeby. Her spillede han over 300 ligakampe, og var i 1947 med til at vinde det engelske mesterskab.
Hughes spillede desuden tre kampe for det engelske landshold. Han var en del af det engelske hold der deltog ved VM i 1950 i Brasilien, landets første VM-deltagelse nogensinde. Turneringen endte med et skuffende exit efter det indledende gruppespil for englænderne, og Hughes spillede alle landets tre kampe, de tre eneste landskampe i hans karriere.

## Titler
Engelske mesterskab
- 1947 med Liverpool F.C.